# Trận Ký Thành
Trận Ký Thành (chữ Hán: 冀城之戰) hay là cuộc chiến tại Lũng Thượng là trận chiến diễn ra vào năm 213 ở thời Tam Quốc trong lịch sử Trung Quốc. Chiến dịch do Mã Siêu phát động nhằm tái chiếm lại các vùng đất thuộc Lương Châu đã bị quân triều đình do Tào Tháo chỉ huy chiến đóng sau trận Đồng Quan (211). Chiến trường chính của trận đánh diễn ra tại vùng Lũng Thượng thuộc huyện Cam Túc ngày nay.
Trận chiến này diễn ra gồm hai giai đoạn (gồm trận chiến vây hãm Ký Thành và trận đánh tại Lịch Thành), ban đầu Mã Siêu chỉ huy liên quân các bộ lạc tấn công mạnh mẽ chiếm được nhiều thành trì quan trọng ở vùng này, phát triển thanh thế rất nhanh, nhưng sau đó, các viên tướng đã đầu hàng Mã Siêu đã lên kế hoạch làm phản và phối hợp với quân triều đình đánh bại Mã Siêu.
Kết thúc trận chiến, thế lực Mã Siêu hoàn toàn bị triệt tiêu, ông phải lưu lạc khắp nơi, đầu quân cho các thế lực khác nhau và hoàn toàn mất quyền thống lĩnh, ảnh hưởng cuối cùng của Mã Siêu đối với các vùng này là danh tiếng của ông đối với các dân tộc ở vùng này. Trận chiến này được nhà văn La Quán Trung mô tả sinh động trong tác phẩm Tam Quốc diễn nghĩa, qua đó nêu bật lên sự thiện chiến, anh dũng và tàn nhẫn của Mã Siêu cũng tinh thần trung nghĩa của Dương Phụ.

## Bối cảnh

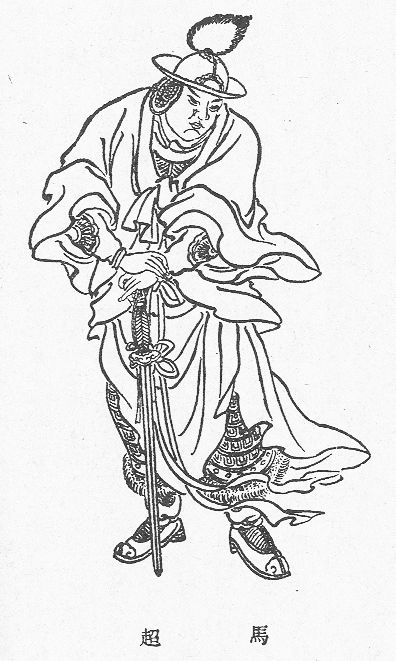
Mã Siêu luôn chờ thời cơ báo thù

Sau thất bại tại trận Đồng Quan, Mã Siêu phải rút lui về phía Tây, tị nạn trong các vùng đất của người Khương và người Hồ nhưng ông luôn chờ đợi cơ hội để phát binh báo thù. Mặt khác, sau khi chiến thắng trong trận Đồng Quan, Tào Tháo tuy muốn nhân cơ hội tiêu diệt tàn quân của lực lượng Tây Lương nhưng không thể thực hiện được vì Tôn Quyền ở Giang Đông đã khởi binh tấn công vào hậu phương phía đông nam. Tình thế đó buộc Tào Tháo phải rút quân chủ lực về phía Đông tập trung đối phó. Mặt trận phía Tây chỉ để lại Hạ Hầu Uyên trấn giữ, việc phòng bị ở vùng Lũng Thượng được giao hoàn toàn cho quan binh địa phương.
Hành động này của Tào Tháo đã làm cho các lực lượng ở địa phương lo ngại vì việc rút đi các lực lượng chủ lực sẽ khiến cho nơi đây không đủ khả năng phòng thủ trước hiểm họa thường trực là lực lượng hùng mạnh của Mã Siêu đang chờ cơ hội phản kích.
Quan trấn thủ ở vùng Lũng Thượng là Dương Phụ cảnh báo với Tào Tháo về mối nguy hiểm thường trực của Mã Siêu đối với an ninh của vùng Lũng Thượng:
| “ | Siêu có cái dũng của Tín, Bố, rất được lòng người Khương, Hồ. Ví như đại quân quay về, nơi đây chẳng thể phòng bị nghiêm ngặt, các quận Lũng thượng sẽ chẳng còn của nước nhà nữa. | ” |

Tuy vậy, tình thế buộc Tào Tháo phải rút quân về phía Bắc, bỏ lỏng mặt trận ở Lũng Thượng. Đúng như phán đoán của Dương Phụ, sau khi Tào Tháo rút quân đi, Mã Siêu đã xua quân đến đánh chiếm vùng Lũng Thượng.

## Lực lượng hai bên

### Binh lực của Mã Siêu
- Quân đội: thành phần quân đội của Mã Siêu là một hỗn hợp bao gồm các chiến sĩ của các bộ tộc (rợ) Nhung, Khương, Đê, Hồ. Theo Tam Quốc chí thì số lượng binh sĩ của Mã Siêu lên đến 10.000 người.[1]
- Chỉ huy: thành phần chỉ huy của đội quân này bao gồm: Mã Siêu – Tổng chỉ huy, Bàng Đức, Mã Đại. Tam Quốc diễn nghĩa cho biết thêm trong lực lượng của Mã Siêu còn có Triệu Nguyệt (con của Triệu Ngang) đang làm tì tướng dưới trướng của Mã Siêu và đi theo Mã Siêu chinh chiến là Dương thị - vợ của Mã Siêu cùng ba đứa con nhỏ.
- Đồng minh: Tam Quốc chí còn cho biết[1] lực lượng đồng minh của Mã Siêu trong trận đánh này còn có quân đội của Trương Lỗ một lãnh chúa ở Hán Trung. Trong trận đánh này ông đã cử tướng Dương Ngang dẫn binh hỗ trợ cho Mã Siêu.

### Lực lượng Tào Tháo
- Quân đội: Lực lượng quân Tào phòng vệ nơi đây chủ yếu là quân Hán và một số hàng binh trong trận Đồng Quan do các quan viên địa phương cai quản, ngoài ra còn có quân của Hạ Hầu Uyên đang đóng quân ở Trường An và Trương Hợp đang tuần thú ở vùng này.[5]
- Chỉ huy: Chỉ huy trận đánh này, về phía lực lượng địa phương gồm: Thái thú Vi Khang, tham quân Dương Phụ, cùng các tướng Lương Khoan, Triệu Cù, Doãn Phụng, Triệu Ngang, Khương Tự. Tam Quốc diễn nghĩa cho biết thêm trong lực lượng này còn có bảy người anh em của Dương Phụ và Vương thị, người vợ của Triệu Ngang theo chồng ra chiến trận.

Trong Tam Quốc diễn nghĩa, La Quán Trung kể rằng quân Tào được sự ủng hộ của mẹ Khương Tự, gia đình của thái thú Vi Khang, Khương Tự, Doãn Phụng, Triệu Ngang.

## Diễn biến
Diễn biến của trận chiến có thể chia làm hai giai đoạn chính, ban đầu quân Mã Siêu thắng lợi liên tục, chiếm được Ký Thành, chiêu hàng được các quan lại người Hán ở vùng Lũng Thượng. Giai đoạn thứ hai được bắt đầu bằng kế hoạch phản công của các quan lại người Hán chống lại Mã Siêu, kết quả họ đã thành công khi lừa được Mã Siêu rời bỏ Ký Thành, sau đó phối hợp với lực lượng của Hạ Hầu Uyên tiến đánh Mã Siêu và giành thắng lợi.

### Mã Siêu đánh Ký Thành
Năm 212 công nguyên, Mã Siêu đã nhân cơ hội Tào Tháo lơi lỏng phòng bị ở vùng Lũng Thượng đã nhanh chóng đưa quân đến chinh phục các vùng đất này. Với lực lượng hùng hậu đến từ các bộ lạc người Khương và người Hồ ở vùng này, ngoài ra, Mã Siêu còn nhận được sự hỗ trợ của Trương Lỗ nên trong vòng một năm, quân Mã Siêu đã chiếm giữ được hầu hết các thành trì ở vùng này, ngoại trừ Ký Thành vẫn kháng cự quyết liệt. Dương Phụ đã chiêu mộ các gia đinh, nhân sĩ trong vùng lên đến 1.000 quân tham gia chiến đấu phòng vệ thành, bản thân ông ta luôn xung phong phòng vệ thành trì.
Sau khi chiếm được nhiều cùng trọng điểm ở vùng Lũng Thượng, Mã Siêu đã điều quân bao vây phong tỏa Ký Thành là cứ điểm phòng ngự cuối cùng. Ông cho phong tỏa, siết chặt vòng vây ở khu vực này. Tình hình phòng ngự trong thành đã diễn biến theo hướng xấu đi. Quan thái thú là Vi Khang liên tục cho thường sai người đến chỗ Hạ Hầu Uyên đóng quân (ở Trường An) để xin cứu viên nhưng không nhận được trả lời.
Trong một nỗ lực cuối cùng, Thái thú Vi Khang đã cử thân tín của mình vượt vòng vây để chạy về Trường An cầu cứu nhưng đã bị Mã Siêu bắt được. Mã Siêu dùng mọi thủ đoạn để dụ dỗ người này chỉ đường cho Mã Siêu xâm nhập thành và muốn dùng làm nội ứng nhưng đã bị từ chối kịch liệt. Mã Siêu nổi giận xử tử người này và tiếp tục chiến dịch bao vây thành.
Sau khi biết tin này và tình hình phòng thủ chuyển biến xấu, Vi Khang liền họp bàn với các quan viên dưới quyền và đề ra ý định đầu hàng Mã Siêu. Dương Phụ là tướng dưới quyền khuyên ông không nên đầu hàng. Nhưng Vi Khang không nghe theo mà ở cửa thành đầu hàng.
Tam Quốc diễn nghĩa kể rằng: Vi Khang chờ mãi không được, bàn với chúng ra hàng Mã Siêu. Quan tham quân là Dương Phụ khóc mà can rằng: Mã Siêu là phản tặc, không nên hàng!. Nhưng ông nói rằng: Sự thể đã đến đây này, chẳng hàng còn đợi đến bao giờ nữa?. Dương Phụ cố can mãi như Vi Khang không nghe, mở tung cửa thành ra hàng.
Mã Siêu vào thành, ra lệnh giết chết thái thú Vi Khang. Tuy vậy, ông lại không giết Dương Phụ, thậm chí còn tin tưởng và trọng dụng. Mã Siêu không hề biết rằng chính Dương Phụ là người cảnh báo cho Tào Tháo để cảnh giác với Mã Siêu và cũng chính ông này là người đã quyết tâm chiến đấu đến cung. Dương Phụ được Mã Siêu trọng dụng nhân đó bèn tiến cử cả Lương Khoan, Triệu Cù, Mã Siêu cũng dùng cho làm tướng cả.
Tam Quốc diễn nghĩa chép rằng: Khi tiến vào Ký Thành, gặp Vi Khang đầu hàng thì Mã Siêu giận lắm, nói rằng: "Nay sự thể đã nguy cấp lắm mi mới chịu hàng, không phải là thực bụng". Liền bắt cả nhà Vi Khang hơn bốn mươi người giết hết. Có người nói: "Dương Phụ khuyên Vi Khang đừng hàng, nên bắt mà chém đi!" Mã Siêu nói: "Người ấy khuyên thế là biết giữ nghĩa, không nên giết". Sau đó lại dùng Dương Phụ làm tham quân.
Sau khi chiếm cứ được Ký thành, lực lượng của Mã Siêu trở nên lớn mạnh hơn hẳn khiến ông nghĩ đến việc khôi phục lại Tây Lương và tấn công Tào Tháo một lần nữa. Mã Siêu tự xưng là Chinh Tây tướng quân, tự lĩnh chức Tinh Châu mục, đốc xuất việc quân ở Lương châu. Dưới trướng của Mã Siêu còn có Mã Đại và Bàng Đức. Bàng Đức được giao phụ trách việc phòng thủ Ký Thành. Ngoài ra ông đang có một loạt hàng tướng người Hán đã đầu hàng và đang phục vụ dưới trướng.

### Dương Phụ phản công

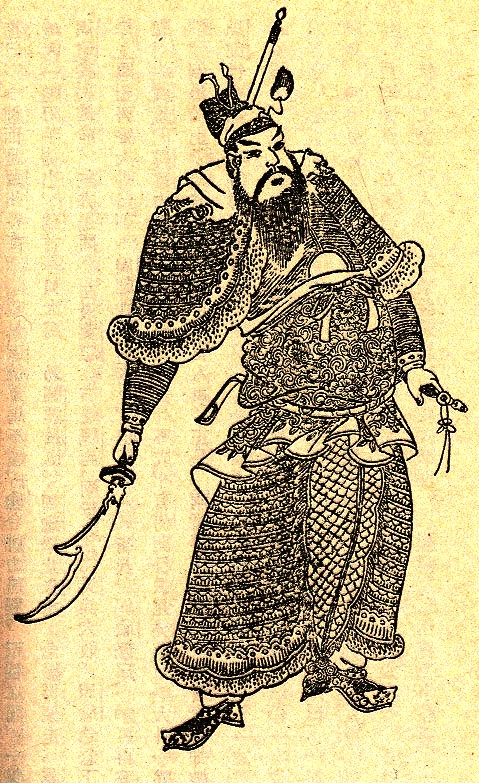
Hạ Hầu Uyên phối hợp đánh bại Mã Siêu

Vì cần có nhân sự để tổ chức xây dựng lực lượng nên Mã Siêu đã chấp nhận và trọng dụng những hàng tướng người Hán mà không điều tra kỹ lý lịch của họ. Những viên quan người Hán này vẫn không một lòng theo về với Mã Siêu, họ còn câu kết với nhau lập kế hoạch chống lại ông.
Dương Phụ và Lương Tự khởi binh đánh chiếm Lịch Thành (Lỗ Thành), một địa điểm quan trọng cạnh Ký Thành. Để tái chiếm lại Lịch Thành, Mã Siêu buộc phải huy động toàn bộ lực lượng của mình đến tiến đánh Lỗ Thành. Mã Siêu tin tưởng giao ký thành cho Lương Khoan, Triệu Cù canh giữ. Tuy nhiên, khi toàn quân của Mã Siêu rời khỏi Ký Thành, Lương Khoan, Triệu Cù lập tức phản bội, kiểm soát Ký Thành. Lúc này Mã Siêu đang tiến đánh Lỗ Thành, Lỗ Thành dưới sự chỉ huy của Dương Phụ và Lương Tự phòng thủ vững vàng trước sức tấn công của Mã Siêu.
Không công hạ được Lỗ Thành, Mã Siêu phải dẫn binh mã quay về Ký Thành để tổ chức lại lực lượng, nghỉ ngơi nhằm tiếp tục phát binh đánh chiếm. Nhưng khi về đến Ký Thành thì tình thế đã xoay chuyển, Lương Khoan, Triệu Cù đã kiểm soát được Ký Thành và ra lệnh đóng chặt cửa thành, không cho Mã Siêu nhập thành.
Cùng thời gian này, Tào Tháo cũng phái binh mã do Trương Cáp cùng Hạ Hầu Uyên tấn công các dư đảng còn sót lại ở vùng Tây Lương sau trận quan độ, đánh dẹp Lương Hưng cùng người tộc Đê ở quận Vũ Đô. Nhân cơ hội này, Trương Cáp dẫn quân tấn công và "phá được Mã Siêu".
Tam Quốc diễn nghĩa mô tả trận này trong hồi 64. Theo đó, Dương Phụ giả cách xin Mã Siêu nghỉ hai tháng để về lo liệu việc tang cho vợ ở Lâm Thao, nhân đó qua huyện Lịch Thành rủ người em họ là Khương Tự cất quân báo thù. Sau đó hai người đóng quân ở Lịch Thành, cùng với Doãn Phụng, Triệu Ngang cất quân đóng ở Kỳ Sơn đánh Mã Siêu. Bốn người dùng phục binh, lại được sự phối hợp của Hạ Hầu Uyên và Trương Cáp nên phá được Mã Siêu.

## Kết quả

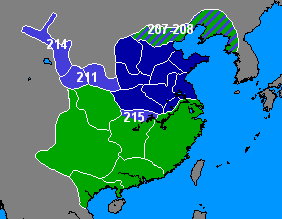
Lãnh thổ mở rộng của Tào Tháo giai đoạn 200-220

Mất Ký Thành, chỗ đóng trú cho toàn quân, cũng như vấn đề hậu cần, lương thảo… Mã Siêu lâm vào tình thế tiến thoái lưỡng nan dẫn đến việc thất bại nặng nề tại Lũng Thượng buộc ông cùng với Mã Đại, Bàng Đức đành phải chạy vào Hán Trung nương nhờ lãnh chúa Trương Lỗ.
Trong trận chiến này Mã Siêu vì nôn nóng trả thù, phục hận nên đã có những quyết định tàn nhẫn gây bất bình cho nhân dân và các quan viên người Hán trong vùng như: Giết chết Thái thú Vi Khang cùng với cả nhà hơn bốn mươi người khi ông này đã đầu hàng, chém viên tì tướng Triệu Nguyệt của mình chỉ vì người này có cha là Triệu Ngang đã chống lại Mã Siệu. Hoặc khi thua trận về đến Lịch Thành, Mã Siêu vào thành (do quân giữ thành lầm tưởng là quân triều đình) đã điên cuồng tàn sát nhân dân, ông ta giết từ cửa nam giết đi, nhân dân trong thành sạch nhẵn, lại chém luôn mẹ của Khương Tự, bắt tuốt già trẻ cả nhà Khương Tự, Doãn Phụng, Triệu Ngang giết sạch.

## Trong văn hóa đại chúng
Trận chiến Ký Thành được phổ biến rộng rãi thông qua tác phẩm Tam Quốc diễn nghĩa của nhà văn La Quán Trung, bên cạnh đó, trận chiến này cũng được tái hiện trong trò chơi điện tử Dynasty Warriors 5 của hãng Koei màn Battle of Ji Castle, trong màn này, Mã Siêu cùng Bàng Đức dẫn quân đánh chiếm Ký Thành và thành công, sau đó Bàng Đức bỏ ra đi tìm lý tưởng vì không thể ở lại với lý tưởng báo thù của Mã Siêu.